# Katharina Hölzle
Katharina Hölzle (* in Flensburg) ist eine deutsche Wirtschaftsingenieurin und Technologie- und Innovationsforscherin. Sie ist Professorin an der Universität Stuttgart und leitet seit 2022 das Institut für Arbeitswissenschaft IAT der Universität Stuttgart sowie das Fraunhofer-Institut für Arbeitswirtschaft und Organisation IAO.
Seit 2023 ist sie die Technologiebeauftragte der Ministerin für Wirtschaft, Arbeit und Tourismus Baden-Württemberg.

## Werdegang
Katharina Hölzle studierte an der Universität Karlsruhe (KIT) Wirtschaftsingenieurwesen und schloss das Studium 1998 mit dem Diplom ab. 1997 erwarb sie einen Master of Business Administration an der University of Georgia, USA. Im Jahr 2008 schloss sie ihre Promotion an der TU Berlin ab, wo sie sich 2011 habilitierte. In dieser Zeit war sie Junior-Professorin für Führung und Organisation der Innovation an der TU Berlin und den Deutschen Telekom Laboratories.
Anschließend wurde sie auf den Lehrstuhl für Innovationsmanagement und Entrepreneurship der Universität Potsdam berufen. Von 2019 bis 2022 leitete sie das Fachgebiet IT-Entrepreneurship an der Fakultät für Digital Engineering der Universität Potsdam (Hasso-Plattner-Institut). In dieser Zeit lehrte Katharina Hölzle als Gastprofessorin unter anderem an der University of Technology Sydney (UTS), der Macquarie University in Sydney und der University of International Business and Economics (UIBE) in Peking.
2019 wurde ihre Tandem-Lehrveranstaltung zu nachhaltiger und kollaborativer Entscheidungsfindung in Wirtschaft und Politik im Rahmen des Programms „Fellowships für Innovationen in der Hochschullehre“ von der Baden-Württemberg Stiftung und dem Stifterverband ausgezeichnet.
Zum 1. April 2022 übernahm sie die Institutsleitung des Fraunhofer Instituts für Arbeitswirtschaft und Organisation IAO. Gleichzeitig wurde sie als Institutsleiterin des Instituts für Arbeitswissenschaft und Technologiemanagement IAT der Universität Stuttgart berufen. Sie ist ordentliche Professorin an der Fakultät für Konstruktions-, Produktions- und Fahrzeugtechnik der Universität Stuttgart.
Vor ihrer Promotion war Katharina Hölzle fünf Jahre in der Wirtschaft tätig bei Unternehmen wie Infineon Technologies, Capgemini und einem amerikanischen Start-up in der Halbleiterindustrie.
2022 wurde sie als eine der „40 over 40 – Germany´s most inspiring women“ ausgezeichnet.

## Forschung
In ihrer Forschung widmet sich Katharina Hölzle Fragestellungen des Technologie- und Innovationsmanagements und der Arbeitswissenschaft. Der Fokus liegt dabei auf der Gestaltung menschzentrierter digitaler Technologien und Systeme, Innovationsökosystemen, digitaler Transformation sowie soziotechnischen Systemen in Gründung und Innovation.

## Mitgliedschaften und Ämter
Im April 2023 wurde Katharina Hölzle zur Technologiebeauftragten der  Ministerin für Wirtschaft, Arbeit und Tourismus Baden-Württemberg Nicole Hoffmeister-Kraut ernannt.
Im Jahr 2023 wurde sie in den Forschungsbeirat Industrie 4.0 der acatech berufen. Sie ist außerdem wissenschaftliche Leiterin des HR-Kreises von acatech.
Katharina Hölzle gehört zu den Initiatorinnen der #SheTransformsIT Initiative. Diese wurde 2020 von Wirtschaft und Politik ins Leben gerufen, um mehr Frauen an der Digitalisierung von Deutschland zu beteiligen und ihren Anteil in den MINT-Bereichen zu erhöhen. In dieser Funktion veranstaltet sie unter anderem die jährliche Women of Tech Konferenz.
Von Juni 2018 bis Juni 2022 war sie stellvertretende Vorsitzende der Expertenkommission Forschung und Innovation (EFI). Von 2019 bis 2022 war Katharina Hölzle Mitglied des Hightech-Forums (HTF) der Bundesregierung.
Von 2019 bis 2022 war sie Sprecherin der Potsdam Graduate School (PoGS) an der Universität Potsdam. Zuvor war sie von 2013 bis 2019 als stellvertretende Sprecherin tätig.
Von 2015 bis 2022 war sie Herausgeberin der Fachzeitschrift 'Creativity and Innovation Management' (CIM) und ist seitdem als Senior Advisor involviert. Darüber hinaus ist sie Mitglied im wissenschaftlichen Beirat der Fachzeitschriften 'Journal of Product Innovation Management‘, ‘Journal of Evolutionary Economics' und 'CERN IdeaSquare Journal of Experimental Innovation'.

## Publikationen
- Role models for radical innovations in times of open innovation. Creativity and Innovation Management, 16(4), 408–421, 2007, https://doi.org/10.1111/j.1467-8691.2007.00451.x
- Opening up for competitive advantage – How Deutsche Telekom creates an open innovation ecosystem. R&D Management, 39(4), 420–430, 2009, https://doi.org/10.1111/j.1467-9310.2009.00568.x
- Die Projektleiterlaufbahn. Organisatorische Voraussetzungen und Instrumente für die Motivation und Bindung von Projektleitern. Betriebswirtschaftlicher Verlag Gabler, 2009 | 2010, ISBN 978-3-8349-1772-0
- Designing and implementing a career path for project managers. International Journal of Project Management, 28(8), 779–786, 2010, https://doi.org/10.1016/j.ijproman.2010.05.004
- Motoren der Innovation: Zukunftsperspektiven der Innovationsforschung. Springer Gabler, Wiesbaden 2014, ISBN 978-3-658-06134-0.
- The dilemmas of design thinking in innovation projects. Project Management Journal, 50(4), 418–430, 2019, https://doi.org/10.1177/8756972819853129
- Designing governance mechanisms in platform ecosystems: Addressing the paradox of openness through blockchain technology. California Management Review, 62(1), 121–143, 2019, https://doi.org/10.1177/0008125619883618
- Perspektiven des Entrepreneurships. Unternehmerische Konzepte zwischen Theorie und Praxis. Schäffer-Poeschel Verlag, 2020, ISBN 978-3-7910-4471-2
- No innovation without entrepreneurship: from passion to practice. Journal of Product Innovation Management, 39(4), 474–477, 2022, https://doi.org/10.1111/jpim.12635
- Future Living 2040+. Ein Modell zur Konzeption anziehender Wohn- und Lebensumgebungen sowie begleitender Servicekonzepte für zukünftige Talente und Fachkräfte am Beispiel des Innovationsraums Heilbronn. Fraunhofer Verlag, 2023, ISBN 978-3-8396-1945-2
- A Generative Design of Collaborative Innovation Spaces. R&D Management, 54(2), 323–346, 2023, https://doi.org/10.1111/radm.12582